# 头序无柱兰
头序无柱兰（学名：Amitostigma capitatum）是兰科无柱兰属的植物，是中国的特有植物。分布在中国大陆的四川、湖北等地，生长于海拔2,600米至3,600米的地区，多生长在山坡林内阴湿处覆有土的岩石上，目前尚未由人工引种栽培。
种名capitatum意为头状的。